# Rabih Abou-Khalil

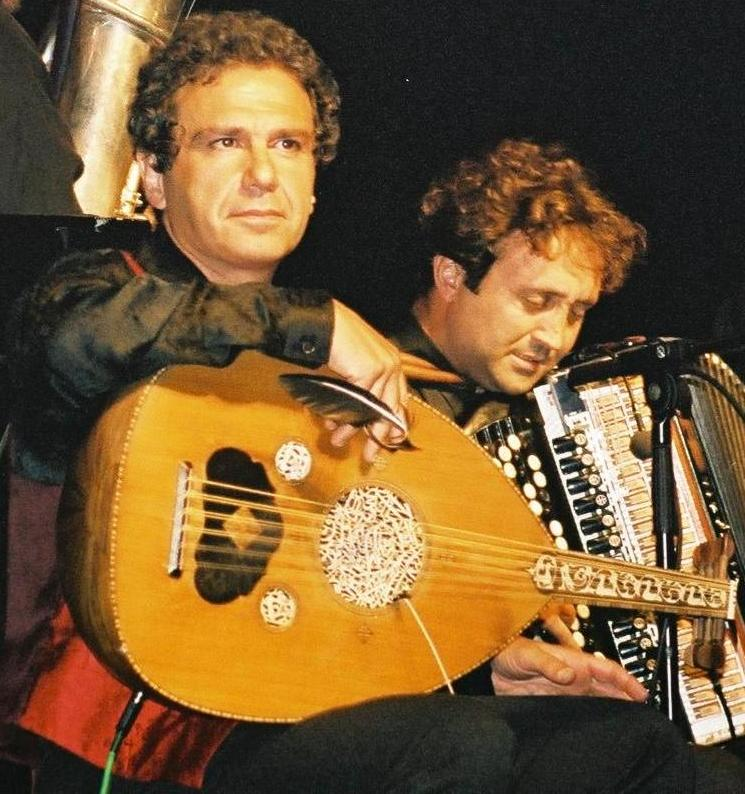
Abou-Khalil, met Luciano Biondini, in 2002

Rabih Abou-Khalil (ربيع أبو خليل, Beiroet, 17 augustus 1957) is een componist en bespeler van de oed. Rabih Abou-Khalil groeide op in Beiroet en verhuisde gedurende de Libanese burgeroorlog van 1978 naar München. Hij is thans woonachtig in die laatste plaats en een dorp in Frankrijk.
Op jonge leeftijd begon hij de oed te bespelen. Hij studeerde aan de universiteit van Beiroet onder de daar beroemde oedvirtuoos Georges Farah. Toen hij eenmaal in Duitsland woonachtig was, breidde hij zijn muzikale kennis uit tot de dwarsfluit door middel van een studie aan de Muziekacademie in München. 
Zijn muziek is een mengeling van wereldmuziek en dan met name uit het Midden-Oosten en jazz. De oed hanteert hij daarbij (als stijl) als een gitaar. Abou-Khalil wordt samen met Anouar Brahem gezien als de musici die de oed terug hebben gebracht in de hedendaagse muziek. Daarbij speelt behalve techniek ook improvisatie een grote rol.
Rabih Abou-Khalil heeft in de loop der jaren met verschillende musici uit de moderne jazzwereld gespeeld, onder wie Kenny Wheeler en Charlie Mariano, beiden uit de freejazz. Ook werkte hij samen met fadozanger Ricardo Ribeiro voor het album Em Português. In zijn lange carrière heeft hij voor drie platenlabels muziek opgenomen: MMP, ECM Records en de laatste jaren alleen nog voor Enja Records.

## Albumhoezen
De albumhoezen van ENJA Records zijn van Abou-Khalil zelf en stralen een Arabische sfeer uit. Ze lijken met bladgoud bedekt en zijn veelvuldig in de tinten blauw.

## Discografie

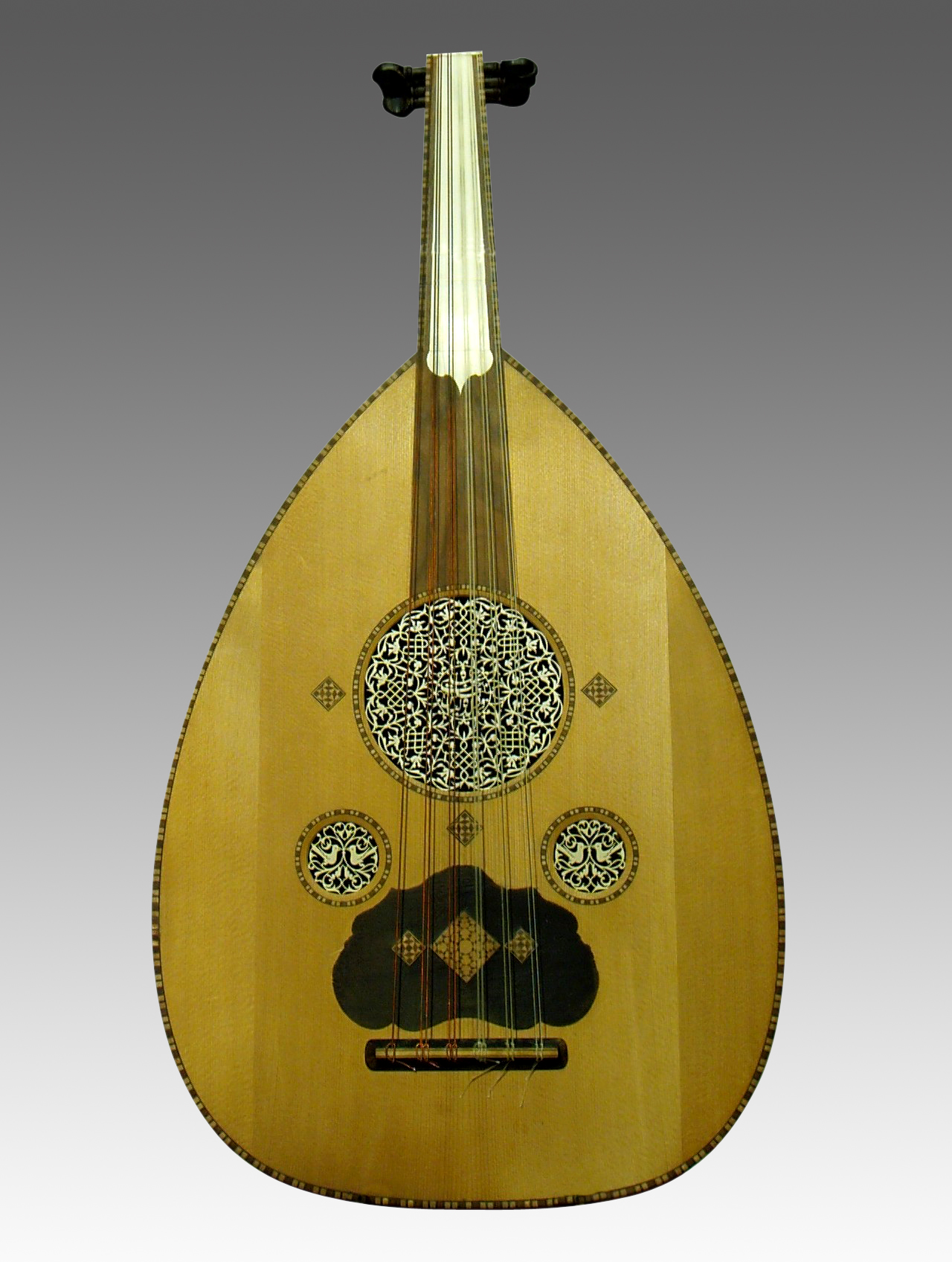
Oed

- Compositions & Improvisations (MMP, 1981)
- Bitter Harvest (MMP, 1984)
- Between Dusk And Dawn (MMP, 1987; ENJA Records, 1993)
- Bukra (MMP, 1988; ENJA Records, 1994)
- Nafas (ECM, 1988)
- Roots & Sprouts (MMP/ENJA Records, 1990)
- World Music Orchestra: East West Suite (Granit Records, 1990)
- Al-Jadida (ENJA Records, 1990)
- Blue Camel (ENJA Records, 1992)
- Tarab (ENJA Records, 1992)
- The Sultan's Picnic (ENJA Records, 1994)
- Arabian Waltz (ENJA Records, 1996)
- Odd Times (ENJA Records, 1997)
- Yara (ENJA Records, 1998)
- The Cactus of Knowledge (ENJA Records, 2001)
- Il Sospiro (ENJA Records, 2002)
- Morton's foot (ENJA Records, 2004)
- Journey to the Centre of an Egg (ENJA Records, 2005)
- Songs for Sad Women (ENJA Records, 2007)
- Em Português (met Ricardo Ribeiro) (ENJA Records, 2008)
- Selection (ENJA Records, 2009) (verzamelalbum)
- Trouble in Jerusalem (ENJA Records, 2010)
- Hungry people (World Village, 2012)

### Gastmusicus op
- Chris Karrer: Dervish Kish (Schneeball/Indigo, 1990/91)
- Michael Riessler: Heloise (Wergo, 1992)
- Charlie Mariano & Friends: Seventy (veraBra records, 1993)
- Glen Moore: Nude Bass Ascending (Intuition, 1996/97)
- Ramesh Shotam: Madras Special (Permission Music, 2002)

### Anderen
- Jakob Wertheim & Rabih Abou-Khalil: KopfKino (cassette, Ohrbuch-Verlag, 1988)
- The Jazz Club Highlights (DVD, TDK JAZZ CLUB, 1990)
- Rabih Abou-Khalil presents Visions of Music - World Jazz (accompanying TV series, Enja Records, 1999)